# Контула (станция метро)
«Контула» (фин. Kontula, швед. Gårdsbacka) — одна из семнадцати действующих станций Хельсинкского метрополитена. Была открыта 1 ноября 1986 года. Расположена на расстоянии 1,3 км от станции Мюллюпуро и 1,6 км от станции Меллунмяки.
Наземная крытая станция с островной платформой. Расположена в районах Контула и Меллунмяки на востоке города. Имеет выход к улицам Контуланкаари, Контулантие и Хусмосстиген. Также имеет выход к одноимённому торговому центру.

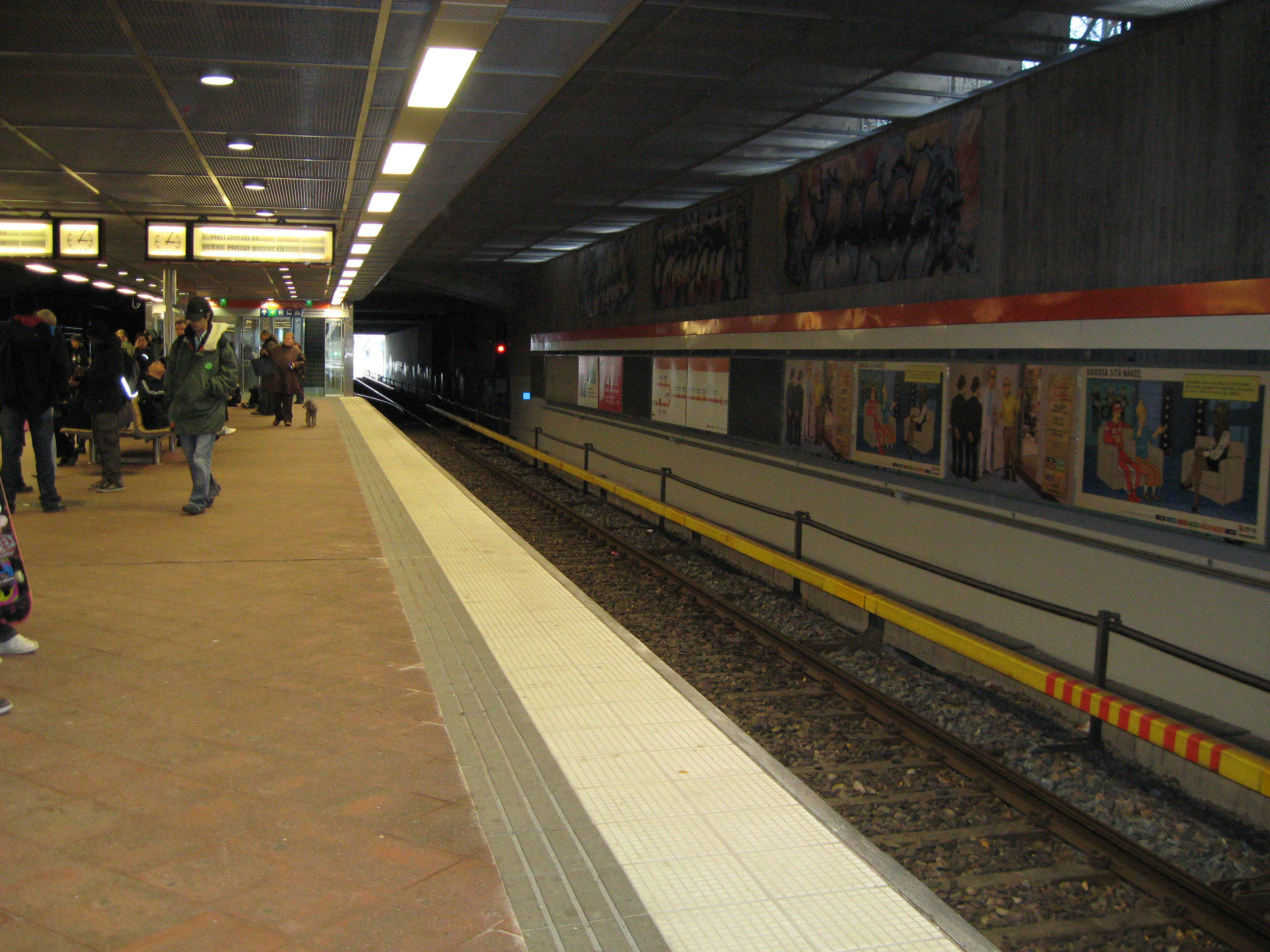
Так выглядела платформа станции до реконструкции, фото 2008 года